# Emiliano Antonio Cisneros Martínez
Emiliano Antonio Cisneros Martínez, O.A.R. (Almazul, Soria, España, 8 de febrero de 1945) es un religioso, agustino recoleto español que actualmente es obispo de Chachapoyas, en Perú.

## Biografía
Fue seminarista en los seminarios de Logroño, San Millán de la Cogolla y Salamanca. Profesó sus votos en Salamanca el 12 de octubre de 1962 y fue ordenado sacerdote el 14 de julio de 1968 en la misma ciudad. 
Entre 1968 y 1981 fue vicario parroquial de Tacabamba, administrador parroquial de Huambos y párroco de Querecotillo y Chota, en la Prelatura de Chota. También fue delegado provincial de la Delegación agustina recoleta de Chota. En 1981 se trasladó a Madrid, donde fue vicario de la provincia y secretario provincial. En 1984 fue nombrado maestro de novicios en San Millán de la Cogolla y en el monasterio del Desierto de la Candelaria, Colombia. En 1987 fue nombrado vicario provincial del Perú, hasta 1993 en el que se trasladó a Roma como consejero general. 

### Obispo
El 7 de diciembre de 1993 fue nombrado obispo prelado de Chota, siendo consagrado por el Papa Juan Pablo II el 6 de enero de 1994, en la basílica de San Pedro. Tomó posesión el 24 de febrero del mismo año. El 27 de marzo de 2002 fue nombrado obispo de Chachapoyas, de la que era administrador apostólico, tomó posesión el 12 de mayo.